# Vasco dos Reis Gonçalves
Vasco dos Reis Gonçalves (Bela Vista de Goiás, 5 de abril de 1901 — Rio de Janeiro, 20 de janeiro de 1952) foi um médico, poeta e político brasileiro.

## Biografia
Iniciou a carreira política como Senado Estadual, na legislatura 1915-1922. Serviu como Capitão-Médico da Força Pública de Goiás no ano de 1936. Foi o diretor da Divisão de Educação, órgão da Secretaria de Educação, exercendo depois, a função de Secretário de Educação do Estado de Goiás.
Foi titular da cadeira de Medicina Legal, Fac. de Direito. Foi fundador da Revista do Oeste e autor da peça da Revista Goiânia, encenada em vários teatros de Goiás. Em seguida, em março de 1947, foi empossado deputado federal por Goiás, após a licença do titular, na 38.ª legislatura.
Como interventor federal ocupou o cargo de governador do Estado de Goiás no período de 19 de julho de 1934 a 3 de agosto do mesmo ano, além de deputado estadual constituinte por Goiás na 1.ª Legislatura.